# Дикан Ірина Миколаївна
Дикан Ірина Миколаївна (нар. 23 листопада 1957, Нижній Тагіл, СРСР) — фахівець у галузі променевої діагностики, член-кореспондент АМН України, доктор медичних наук, професор, Лауреат Державної премії України в галузі науки і техніки.

## Наукова діяльність
У 1981 році закінчила педіатричний факультет Київського медичного інституту, а у 1983 році - клінічну ординатуру кафедри радіології цього ж вишу. До 1986 року працювала на цій кафедрі старшим лаборантом.
У 1985 році захистила дисертаційну роботу на тему "Комплексная радионуклидная оценка структурно-функциональных изменений оперированных почек» за спеціальністю «Променева діагностика та променева терапія»", здобувши науковий ступінь кандидата медичних наук. 
З 1986 по 1993 рік - асистент кафедри онкології та радіології Тернопільського державного медичного інституту.
У 1995 році, успішно захистивши дисертаційну роботу на тему "Променеві методи дослідження в діагностиці рецидивів і метастазів раку товстої кишки та визначенні впливу протипухлинної терапії на систему травлення", здобула науковий ступінь доктора медичних наук. Вчене звання професора отримала у 2005 році.
У період 1993-2006 рр. – завідувач науково-дослідним відділенням променевої діагностики Українського НДІ онкології та радіології МОЗ України і головний позаштатний рентгенолог МОЗ України (до 2004 року).
У 2006 році призначена директором Державної установи «Науково-практичний центр променевої діагностики НАМН України». З 2007 по 2011 рр. – завідувач кафедри променевої діагностики Національної медичної академії післядипломної освіти ім. П.Л. Шупика.
У 2012 році обрана член-кореспондентом НАМН України за спеціальністю «Променева діагностика". Того ж року за ініціативи Ірини Миколаївни та сприяння Кабінету міністрів України і Національної академії медичних наук України, Центр реструктуризовано в ДУ «Інститут променевої діагностики і ядерної медицини НАМН України».
Підготувала 9 докторів і 13 кандидатів медичних наук. Автор/співавтор 220 наукових праць, з яких 130 статей, зокрема 3 монографії, 1 підручник, 10 патентів на винахід.

## Відзнаки та нагороди
- Лауреат Всеукраїнської премії "Жінка III тисячоліття" (2007).
- Грамота Верховної Ради України за заслуги перед українським народом (2008).
- Грамота національного проекту «Флагмани сучасної медицини» за вагомий внесок у розвиток іміджу охорони здоров’я України (2012).
- Державна премія України в галузі науки і техніки (2013).
- Орден княгині Ольги ІІІ ст. (2017).